# Universitet
Et universitet (af latin universitas: "helhed") er en institution, der driver uddannelse og forskning på højeste videnskabelige plan. Universiteter har myndighed til at tildele alle akademiske grader. De fleste universiteter virker inden for f.eks. humaniora, naturvidenskab, teologi og lægevidenskab og er inddelt i forskellige fakulteter, der hver tager sig af sit videnskabelige hovedfelt.
Danmark har otte universiteter med hver deres faglige, regionale og historiske profil.
- Aalborg Universitet, AAU (Aalborg University)

- Aarhus Universitet, AU (Aarhus University)

- Copenhagen Business School, CBS

- Danmarks Tekniske Universitet, DTU (Technical University of Denmark)

- IT-Universitetet i København, ITU (IT University of Copenhagen)

- Københavns Universitet, KU (University of Copenhagen)

- Roskilde Universitet, RUC (Roskilde University)

- Syddansk Universitet, SDU (University of Southern Denmark)

## Historie
Europas universiteter var i middelalderen organiserede som håndværkerlav, og de første universiteter i Bologna (fra 1088) og Salerno rene professionsuddannelser knyttet til lægernes og juristernes lav. Det forklarer betegnelser som amanuensis (= håndlanger) og magister (= mester), der stadig er i brug.
I Bologna begyndte nogle mænd af sig selv, uden befaling eller tilladelse, at arbejde med romerretten. Den ene var Irnerius (ca. 1055-1125), hvis ry som forelæser spredtes i Europa. Samtidig begyndte Gratian (ca. 1100-1158) at forelæse om kirkens retsregler, som han samlede i en overskuelig fremstilling. Adelsmænd fra hele Europa strømmede til Bologna, men måtte af hensyn til retsbeskyttelse, pris- og boligforhold organisere sig. Sådanne sammenslutninger af studerende kaldtes på latin for universitates, og lederen for rector. Da kejser Frederik Barbarossa i 1158 ved lov tog dem under sin beskyttelse, havde han taget et vigtigt skridt frem mod disse sammenslutningers selvstændiggørelse. I Bologna traf sammenslutningerne selv aftaler med bystyret og professorerne og styrede de praktiske forhold.
I Paris lå kristenhedens teologiske centrum, hvor berømtheder som Pierre Abelard og Thomas Aquinas tiltrak skarer af studerende og lærere. Her sluttede magistrene sig sammen i en organisation, som omfattede lærere fra de fire facultates (= fag): teologi, jura, medicin og artes (= de frie kunster) det humanistiske fakultet. Studenterne var samlet i fire "nationer" i store træk geografisk bestemt. Lederne af begge sammenslutninger blev rector, og selv om de første universiteter nærmest opstod af sig selv, fik de en opbygning, der kom til at gælde alle universiteter næsten til denne dag. Øvrigheder, fyrster og munkeordener indså hurtigt de uddannelsesmæssige og økonomiske fordele ved fænomenet, og i løbet af 1200-tallet begyndte de at oprette universiteter rundt om i Europa. Både gejstlige og verdslige administrationer havde brug for især juridisk og teologisk uddannede mænd, og universiteterne tilbød en glimrende mulighed for at komme et trin op ad den sociale rangstige.
Lærere, studenter og ansatte ved universiteterne havde mange fordele sammenlignet med det øvrige samfund. De betalte ingen skat eller afgift, sorterede ikke under det almindelige retsliv, men under universitetets egen domstol, som kunne idømme bøder, samt afstraffelse i sit eget fængsel. Betjente og pedeller sørgede for orden på universitetsområdet. Paven garanterede for, at studier og eksaminer lå på det rette niveau. Paven skulle give tilladelse til oprettelse af universiteter, selv om de ikke var rene kirkelige indretninger. Her var samfundets sociale skel ophævet. Mænd fra alle samfundsgrupper mødtes som ligeberettigede studenter. Inden for den akademiske verden var frihed, lighed og fællesskab gennemført som ingen andre steder i middelalderens verden. Til overmål var alle universiteter forenet i et stort, internationalt fællesskab med de samme studieordninger, bøger og læseplaner. Sproget var også overalt det samme, nemlig latin.